# Anderson Varejão
Anderson França Varejão (Santa Teresa, 28 settembre 1982) è un ex cestista brasiliano.

## Biografia
Suo fratello Sandro è anch'egli un cestista.

## Carriera

### Franca e Barcellona (1998-2004)
Dopo aver trascorso due stagioni (2000-01 e 2001-02) presso la squadra brasiliana del Franca B.C. e aver conquistato il titolo di MVP della lega brasiliana nella stagione 2000-01, Anderson Varejão si trasferì in Europa, al Barcellona.

### NBA (2004-2017)

#### Cleveland Cavaliers (2004-2016)

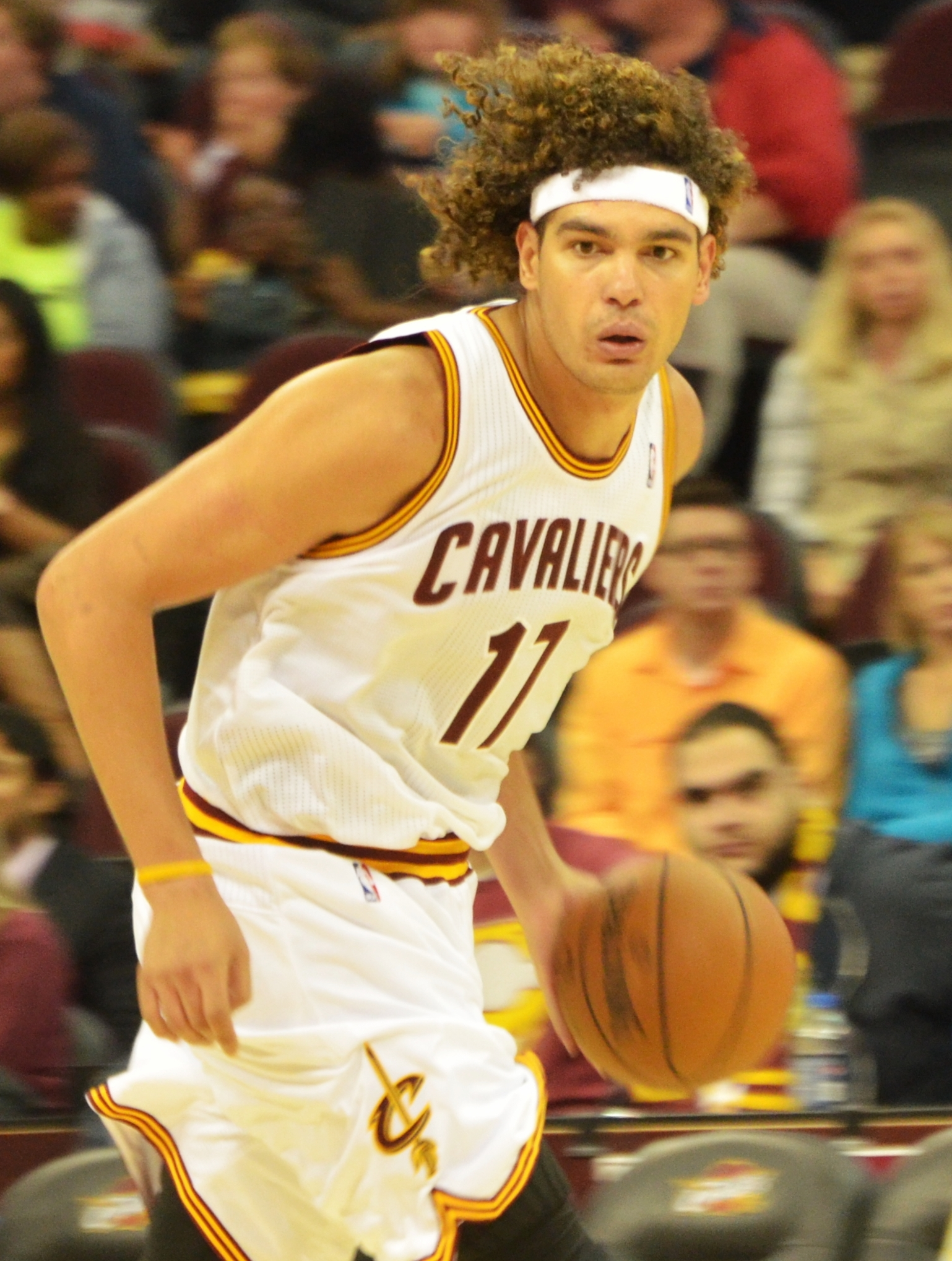
Varejão a Cleveland

Durante le tre stagioni trascorse in Spagna (dal 2002 al 2004 compreso), si fece notare per il suo atletismo e la sua grande energia a rimbalzo, qualità che convinsero gli Orlando Magic a sceglierlo nel Draft NBA del 2004 con la 30ª chiamata assoluta (prima chiamata del secondo giro), salvo poi cederlo immediatamente ai Cleveland Cavaliers.
Durante i primi due anni con la maglia nº 17 dei Cavs dimostrò a pieno le sue qualità di rimbalzista (4,7 rimbalzi di media in carriera, in poco più di 15 minuti di utilizzo medio) e di giocatore di energia in uscita dalla panchina.
Il 19 febbraio 2016 venne ceduto via trade dalla franchigia dell'Ohio (dopo 11 anni e mezzo di militanza) ai Portland Trail Blazers che lo tagliarono subito.

#### Golden State Warriors (2016-2017)
Il 23 febbraio 2016 firmò con i Golden State Warriors. Con i gialloblù arrivò in finale NBA (che tra l'altro fu un rematch dell'anno precedente) contro la sua ex-squadra ovvero i Cleveland Cavaliers; per questo fu il primo giocatore di sempre nella storia dell'NBA ad aver giocato nella stessa stagione con le due squadre finaliste. Comunque, esattamente come l'anno precedente, Varejão perse, e per la terza volta in carriera non riuscì a vincere l'anello nonostante la sua squadra fosse arrivata alle NBA Finals (le altre 2 furono nel 2007 e nel 2015, in entrambi i casi con i Cleveland Cavaliers).
In estate rinnovò il suo contratto con i Golden State Warriors per un altro anno. Nonostante ne avesse diritto, in quanto disputò più di 30 partite con i Cleveland Cavs, rifiutò l'anello.
Il 3 febbraio 2017 venne tagliato dagli Warriors.

### Ritorno in patria: Flamengo (2018-2019)
Il 17 gennaio 2018, dopo quasi un anno d'inattività, tornò a giocare nel suo paese natio al Flamengo.

### Ritorno a Cleveland (2021)
Il 4 maggio 2021, dopo due anni d'inattività, fa ritorno ai Cleveland Cavaliers.

### Nazionale
Anderson Varejão ha fatto parte della nazionale brasiliana di pallacanestro, con cui, insieme al fratello Sandro Varejão, prese parte sia ai Goodwill Games del 2001 (dove ha vinto la medaglia di bronzo), che ai campionati del mondo di Indianapolis del 2002.

## Statistiche

### NBA

#### Regular Season
| Anno      | Squadra             | PG  | PT  | MP   | TC%  | 3P%  | TL%  | RP   | AP  | PRP | SP  | PP   |
| --------- | ------------------- | --- | --- | ---- | ---- | ---- | ---- | ---- | --- | --- | --- | ---- |
| 2004-2005 | Cleveland Cavaliers | 54  | 0   | 16,0 | 51,3 | 0,0  | 53,5 | 4,8  | 0,5 | 0,8 | 0,7 | 4,9  |
| 2005-2006 | Cleveland Cavaliers | 48  | 4   | 15,8 | 52,7 | 0,0  | 51,3 | 4,9  | 0,4 | 0,6 | 0,4 | 4,6  |
| 2006-2007 | Cleveland Cavaliers | 81  | 6   | 23,9 | 47,6 | 0,0  | 61,6 | 6,7  | 0,9 | 0,9 | 0,6 | 6,8  |
| 2007-2008 | Cleveland Cavaliers | 48  | 13  | 27,5 | 46,1 | 0,0  | 59,8 | 8,3  | 1,1 | 0,8 | 0,5 | 6,7  |
| 2008-2009 | Cleveland Cavaliers | 81  | 42  | 28,5 | 53,6 | 0,0  | 61,6 | 7,2  | 1,0 | 0,9 | 0,8 | 8,6  |
| 2009-2010 | Cleveland Cavaliers | 76  | 7   | 28,5 | 57,2 | 20,0 | 66,3 | 7,6  | 1,1 | 0,9 | 0,9 | 8,6  |
| 2010-2011 | Cleveland Cavaliers | 31  | 31  | 32,1 | 52,8 | 0,0  | 66,7 | 9,7  | 1,5 | 0,9 | 1,2 | 9,1  |
| 2011-2012 | Cleveland Cavaliers | 25  | 25  | 31,4 | 51,4 | 0,0  | 67,2 | 11,5 | 1,7 | 1,4 | 0,7 | 10,8 |
| 2012-2013 | Cleveland Cavaliers | 25  | 25  | 36,0 | 47,8 | 0,0  | 75,5 | 14,4 | 3,4 | 1,5 | 0,6 | 14,1 |
| 2013-2014 | Cleveland Cavaliers | 65  | 29  | 27,7 | 49,5 | 0,0  | 68,1 | 9,7  | 2,2 | 1,1 | 0,6 | 8,4  |
| 2014-2015 | Cleveland Cavaliers | 26  | 26  | 24,5 | 55,5 | 0,0  | 73,3 | 6,5  | 1,3 | 0,7 | 0,6 | 9,8  |
| 2015-2016 | Cleveland Cavaliers | 31  | 0   | 10,0 | 42,1 | 0,0  | 76,2 | 2,9  | 0,6 | 0,4 | 0,2 | 2,6  |
| 2015-2016 | G.S. Warriors       | 22  | 0   | 8,5  | 43,8 | -    | 55,2 | 2,3  | 0,7 | 0,2 | 0,2 | 2,6  |
| 2016-2017 | G.S. Warriors       | 14  | 1   | 6,6  | 35,7 | -    | 72,7 | 1,9  | 0,7 | 0,2 | 0,2 | 1,3  |
| 2020-2021 | Cleveland Cavaliers | 5   | 0   | 7,2  | 25,0 | 0,0  | 55,6 | 4,0  | 0,6 | 0,0 | 0,4 | 2,6  |
| Carriera  | Carriera            | 632 | 209 | 23,9 | 50,9 | 2,3  | 63,0 | 7,2  | 1,2 | 0,8 | 0,6 | 7,2  |

#### Playoffs
| Anno     | Squadra             | PG | PT | MP   | TC%  | 3P% | TL%  | RP  | AP  | PRP | SP  | PP  |
| -------- | ------------------- | -- | -- | ---- | ---- | --- | ---- | --- | --- | --- | --- | --- |
| 2006     | Cleveland Cavaliers | 13 | 0  | 18,3 | 62,0 | -   | 70,3 | 4,5 | 0,2 | 0,7 | 0,2 | 6,8 |
| 2007     | Cleveland Cavaliers | 20 | 0  | 22,4 | 51,1 | 0,0 | 56,3 | 6,0 | 0,6 | 1,1 | 0,6 | 6,0 |
| 2008     | Cleveland Cavaliers | 13 | 0  | 18,5 | 40,7 | -   | 42,9 | 5,2 | 0,7 | 0,6 | 0,1 | 4,1 |
| 2009     | Cleveland Cavaliers | 14 | 14 | 30,0 | 50,0 | -   | 68,2 | 6,4 | 0,6 | 1,3 | 1,1 | 6,9 |
| 2010     | Cleveland Cavaliers | 11 | 0  | 23,2 | 41,7 | 0,0 | 74,2 | 6,5 | 0,6 | 1,0 | 0,8 | 5,7 |
| 2016     | G.S. Warriors       | 17 | 0  | 5,5  | 35,7 | -   | 52,6 | 1,2 | 0,8 | 0,1 | 0,1 | 1,2 |
| Carriera | Carriera            | 88 | 14 | 19,2 | 48,8 | 0,0 | 61,8 | 4,8 | 0,6 | 0,8 | 0,5 | 5,0 |

## Soprannomi
È soprannominato Sideshow Bob per via della sua capigliatura, molto simile a quella di Telespalla Bob de I Simpson ma il suo soprannome per i tifosi è sempre stato Wild Thing.

## Infortuni
Ai campionati del mondo disputati in Giappone nel 2006, nella partita contro la Grecia, valida per la prima fase (a gironi), ha rifilato una tremenda gomitata a Nikos Zīsīs, guardia ellenica, rompendogli lo zigomo (con tripla frattura). La federazione ellenica ha richiesto alla FIBA un provvedimento disciplinare in quanto Zīsīs, a causa di quell'infortunio, non ha potuto giocare nelle rimanenti partite del Mondiale.
Un altro evento sfortunato per il centro dei Cavs avvenne il 18 novembre 2009 in una partita contro i Miami Heat all'AmericanAirlines Arena dove Varejão fu scaraventato a terra da una schiacciata di Dwyane Wade, cadendo sulla schiena e sbattendo la testa contro la base di sostegno del canestro. Fortunatamente non ha riportato nessun tipo di danno rialzandosi immediatamente.

## Palmarès

### Squadra
- Eurolega: 1

Barcellona: 2002-03
- Campionato spagnolo: 2

Barcellona: 2002-03, 2003-04
- Copa del Rey: 1

Barcellona: 2003
- Supercoppa spagnola: 1

Barcellona: 2004
- Campionato brasiliano: 3

Franca: 1998, 1999
Flamengo: 2019

### Individuale
- NBA All-Defensive Second Team (2010)